# Gokunda
Gokunda es una ciudad censal situada en el distrito de Nanded en el estado de Maharashtra (India). Su población es de 11600 habitantes (2011). Se encuentra a 118 km de Nanded Waghala.

## Demografía
Según el censo de 2011 la población de Gokunda era de 11600 habitantes, de los cuales 6039 eran hombres y 5561 eran mujeres. Gokunda tiene una tasa media de alfabetización del 85,04%, superior a la media estatal del 82,34%: la alfabetización masculina es del 90,68%, y la alfabetización femenina del 78,92%.